# Rottenberg (Spessart)
Der Rottenberg ist ein 408 m ü. NHN hoher Berg im Spessart im bayerischen Landkreis Aschaffenburg.

## Beschreibung
Der Rottenberg liegt zwischen den Orten Rottenberg und Eichenberg. Der nordwestliche Bergsporn trägt den Namen Rehkopf (395 m). Am Gipfel des Rottenberges befindet sich der topographisch höchste Punkt der Gemeindegemarkung von Hösbach. Im Westen liegt der Klosterberg; im Südwesten der Gräfenberg. Der Rottenberg ist der höchste der drei Berge, die das Dorf Rottenberg umgeben und auch in dessen Wappen enthalten sind. An den Osthängen befindet sich die Eichenberger Mühle am Eichenberger Bach.